# شعبه الدرج (السبرة)

تعديل مصدري - تعديل

شعبه الدرج محلة تابعة لقرية رباط الاحزوم، التابعة لعزلة زبيد بمديرية السبرة إحدى مديريات محافظة إب في الجمهورية اليمنية.، بلغ تعداد سكانها 42 حسب تعداد اليمن لعام 2004.